# Frei António das Chagas
Frei António das Chagas, de seu nome António da Fonseca Soares, também conhecido por Padre António da Fonseca, (Vidigueira, 25 de Junho de 1631 – Varatojo - Torres Vedras, 20 de Outubro de 1682) foi um frade franciscano e poeta português, destacando-se na história portuguesa mais pela sua faceta literária que propriamente eclesiástica.

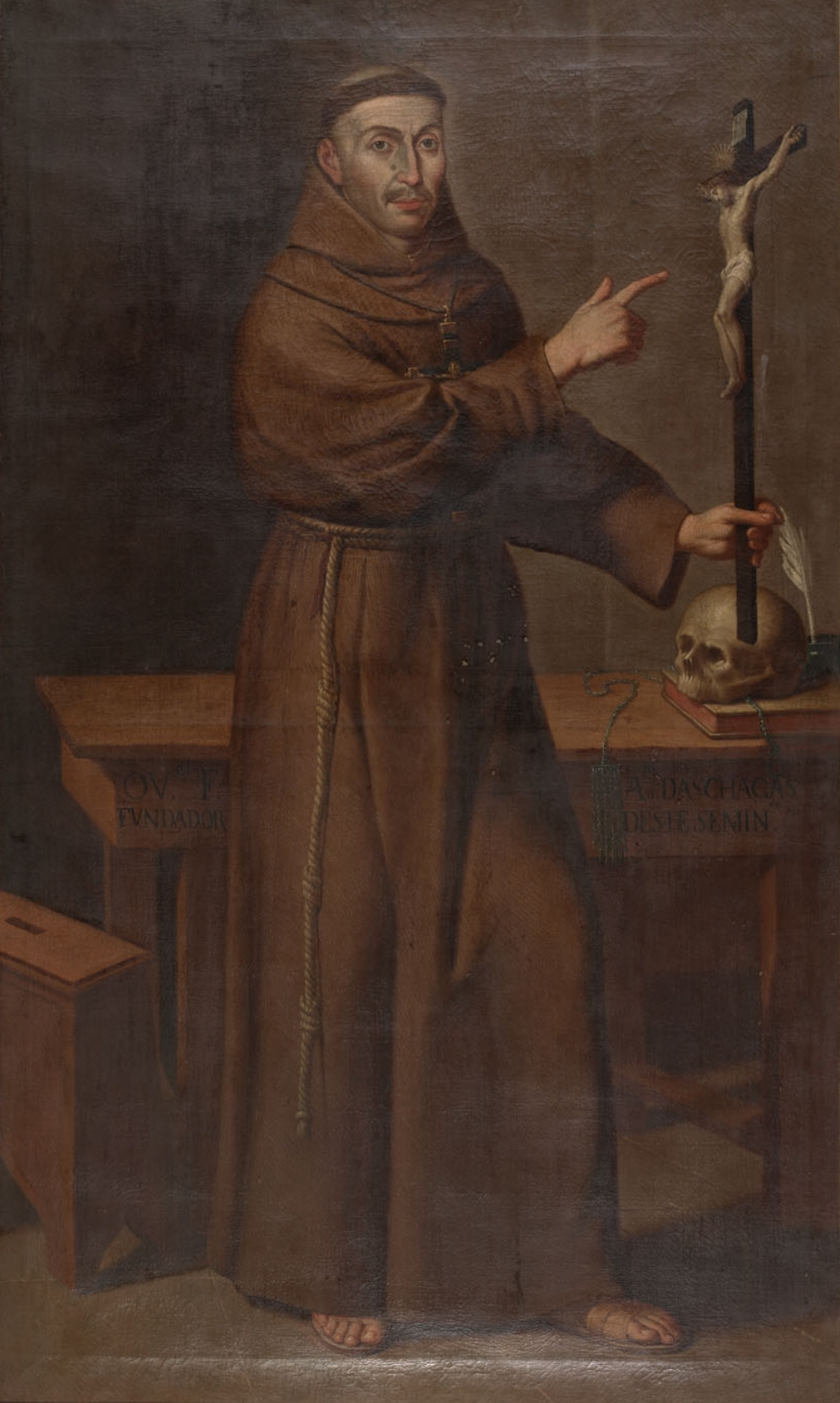
Frei António das Chagas

## A vida

### O homem do mundo
Frei António das Chagas, de seu nome António da Fonseca Soares, também conhecido por Padre António da Fonseca, nasceu na Vidigueira (Portugal) a 25 de Junho de 1631, filho de pai português, fidalgo e juiz de profissão, e mãe irlandesa.
Passou a sua infância e juventude no Alentejo e estudou no Colégio dos Jesuítas em Évora, não tendo concluído os estudos devido à morte do pai, tinha então António 18 anos, forçando-o a regressar à Vidigueira. É então que se alista no exército, em plena Guerra da Restauração, iniciando uma carreira militar promissora.
António da Fonseca Soares participa na Guerra da Restauração, mas a sua fama vem-lhe da veia poética, ficando conhecido pela associação das armas e das letras como o Capitão das Boninas.
Despertos os sentidos para as questões amorosas e para a poesia, envolveu-se nas mais diversas aventuras, cometendo todo o tipo de excessos, fruto do seu temperamento impetuoso.
Em 1653, com 22 anos de idade, um desses episódios obrigou-o a fugir para o Brasil, perseguido pela justiça por ter causado a morte de um rival, em duelo. Passou três anos na Baía, sem alterar o seu modo de vida irreverente. Um texto de Frei Luís de Granada sensibilizou-o para a fé e para Deus.
De regresso a Portugal, em 1656, voltou a participar activamente na Guerra da Aclamação ou da Restauração, foi promovido a capitão em Setúbal, como reconhecimento pelo seu valor.

### O religioso
Em maio de 1662, com 31 anos de idade, renunciou à vida militar e abraçou os votos monásticos na Ordem de São Francisco em Évora.
Desde então, António da Fonseca Soares passou a ser Frei António das Chagas.
Dedicou o resto da sua vida ao evangelho e a pregar a fé, com o ardor e a paixão que o caracterizavam. Tornou-se pregador vigoroso e algo exagerado. Correu as terras do Alentejo e Algarve em andanças missionárias. Estendeu as suas viagens de pregação ao centro e norte do país, incluindo a Corte.
A personalidade de Frei António das Chagas exerceu sobre os seus contemporâneos um fascínio perturbador, resultante, sem dúvida, do seu estatuto de homem mundano convertido à causa de Deus. O empenho combativo e radical de Frei António das Chagas contrastava grandemente com a ligeireza e o relaxamento de costumes que, com alardeamento público, vivera na juventude. A sua atitude penitente sob o hábito de S. Francisco bastava para atrair multidões aos lugares por onde passasse. A busca de efeitos teatrais, a ênfase e a demagogia do discurso de Frei António das Chagas foram alvo de inúmeras críticas, inclusive, do Padre António Vieira e de D. Francisco Manuel de Melo, seus contemporâneos.
Em 1680, Frei António das Chagas desvincula-se da Província Franciscana dos Algarves, no cumprimento das determinações do Breve Apostólico de Inocêncio XI, de 23 de novembro de 1679.
Passa a viver no Varatojo, convento que doravante e até 1833 passou a Seminário Apostólico das Missões (da Ordem dos Franciscanos), com estudos e disciplina apropriados, cuja iniciativa se deve a Frei António das Chagas, o antigo capitão António da Fonseca Soares.
Na sequência do prestígio apostólico do Varatojo, fundou em 1682 o Convento de Nossa Senhora dos Anjos de Brancanes, em Setúbal, para nele se formarem também missionários.
Faleceu a 20 de outubro de 1682, no Varatojo. Os seus restos mortais repousam em campa rasa no centro da Sala do Capítulo do Convento.

## O poeta e o pregador
Frei António das Chagas foi um homem ousado e de génio arrebatado que deixou lendárias muitas das suas proezas. A sua vida e obra ilustram bem a mentalidade barroca da época, ambas cheias de contrastes e peripécias.
Poeta e prosador, deixou em quase todos os cancioneiros manuscritos da época, nomeadamente nos dois mais importantes, a Fénix Renascida e o Postilhão de Apolo, obras suas.
Escreveu nos mais diversos géneros poéticos: sonetos, madrigais, romances, décimas, glosas e dois poemas heróicos — Mourão Restaurado e Canto Panegírico à Vitória de Elvas.
A perfeição das formas e a temática dos seus poemas centra-se sobretudo na efemeridade da vida, nos desenganos a que estamos sujeitos, mas também em assuntos de circunstância, o que denotam o gosto pela imitação de Gôngora.
Bastante apreciado como poeta, atingiu também grande fama como pregador, devido ao modo pouco convencional de pregar. Na pregação, havia quem lhe estranhasse a forma como organizava as procissões de penitência e como se esbofeteava no púlpito, chegando a atirar com o crucifixo para cima do auditório, desde que isso fizesse passar a sua mensagem de uma forma mais clara.
Os seus sermões, sem as agudezas do cultismo e conceptismo, estão reunidos nos Sermões Genuínos, embora as Cartas Espirituais, sejam consideradas a sua obra-prima. Composta por 268 cartas escritas num estilo pitoresco, a obra dá a conhecer melhor o homem que em Lisboa era tratado pelo singelo nome de o fradinho, e coloca-o entre os grandes cultores da prosa barroca.

## Conta e Tempo
Deus pede estrita conta de meu tempo.

E eu vou do meu tempo, dar-lhe conta.

Mas, como dar, sem tempo, tanta conta

Eu, que gastei, sem conta, tanto tempo?

Para dar minha conta feita a tempo,

O tempo me foi dado, e não fiz conta,

Não quis, sobrando tempo, fazer conta,

Hoje, quero acertar conta, e não há tempo.

Oh, vós, que tendes tempo sem ter conta,

Não gasteis vosso tempo em passatempo.

Cuidai, enquanto é tempo, em vossa conta!

Pois, aqueles que, sem conta, gastam tempo,

Quando o tempo chegar, de prestar conta

Chorarão, como eu, o não ter tempo…

— Frei António das Chagas, in Antologia Poética

## Obras da fase de religioso
- Faíscas de Amor Divino, 1683
- Espelho do Espírito, 1683;
- Obras Espirituais, 1684;
- Cartas Espirituais, 1.ª parte 1684, 2.ª parte 1687
- Escola de Penitência, 1687
- Sermões Genuínos, 1690;
- Semana Santa Espiritual, Ramalhete Espiritual, 1722.